# Tula (Mexiko)
Tula nebo Tula de Allende je město ve středním-východním Mexiku. Nachází se severo-severozápadně od hlavního města. Počet obyvatel se pohybuje kolem 92 000. Nedaleko jsou ruiny starobylého města, známé také jako Tulu nebo Tollan, které bylo centrem Toltécké říše.